# Strukturell variation
Genomisk strukturell variation eller genomlängdsvariation är ett samlingsnamn för större genetiska variationer mellan individer, som deletioner, duplikationer, insertioner, inversioner och translokationer. Historiskt sett har strukturell variation syftat på varianter med en storlek på 1kb till 3Mb, vilket är större än SNPs och mindre än kromosomavvikelser.  På senare tid har man börjat inkludera även kortare sekvenser på > 50 bp i begreppet.  Vissa strukturella varianter är förknippade med genetiska sjukdomar.  Uppskattningsvis 13% av det mänskliga genomet utgörs av strukturella variationer. Hos människan har man identifierat minst 240 gener som förekommer som homozygota deletioner utan patologiska konsekvenser.  En studie uppskattade att i genomsnitt 8,9 Mbp av människans genom har strukturella variationer, vilket kan jämföras med 3,6 Mbp för SNPs. 